# Alexander Gruber
Alexander Gruber – niemiecki bobsleista, złoty medalista mistrzostw świata.

## Kariera
Największy sukces w karierze Alexander Gruber osiągnął w 1935 roku, kiedy wspólnie z Hannsem Kilianem, Hermannem von Valtą i Sebastianem Huberem zwyciężył w czwórkach podczas mistrzostw świata w Sankt Moritz. Był to jednak jego jedyny medal wywalczony na międzynarodowej imprezie tej rangi. Nigdy nie wystąpił na igrzyskach olimpijskich.